# Jadzinek (przystanek kolejowy)
Jadzinek – dawny wąskotorowy przystanek osobowy w Mikołajowie, w gminie Czarnocin, w powiecie kazimierskim, w województwie świętokrzyskim, w Polsce.